# Arquimínio Rodrigues da Costa
Arquimínio Rodrigues da Costa (ur. 8 lipca 1924 w São Mateus, zm. 12 września 2016) – portugalski duchowny katolicki posługujący w Makau, biskup Makau w latach 1976-1988.

## Życiorys
Święcenia kapłańskie otrzymał 6 października 1949.
20 stycznia 1976 papież Paweł VI mianował go biskupem diecezjalnym Makau. 25 marca tego samego roku z rąk biskupa Johna Wu Cheng-chunga przyjął sakrę biskupią. 6 października 1988 na ręce papieża Jana Pawła II złożył rezygnację z zajmowanej funkcji.
Zmarł 12 września 2016.